# Omobranchus smithi
Omobranchus smithi är en fiskart som först beskrevs av Rao, 1974.  Omobranchus smithi ingår i släktet Omobranchus och familjen Blenniidae. Inga underarter finns listade i Catalogue of Life.